# Lijst van dialecten van de wereld - U
Deze lijst van dialecten is zeker niet compleet en de aanduiding 'dialect' zal voor diverse van de genoemde variëteiten zeker omstreden zijn. De lijst bevat in principe alleen variëteiten die nauwelijks standaardisatie hebben ondergaan. Ze zijn geordend onder een kop die ofwel redelijk adequaat de genoemde subvariëteiten omvat, ofwel de naam is van de standaardtaal die door de dialectsprekers als lingua franca wordt gehanteerd.
Zie voor achtergronden over de schakeringen van de taal-dialectrelatie de lemma's variëteit (taalkunde), taal, dialect, streektaal, standaardtaal, dialectcontinuüm, taalfamilie.

## Udihe
Anjuski - Bikin - Iman - Khor - Khungari - Samargin - Sikhota Alin

## Ulumanda'
Botteng - Sondoang - Tappalang

## Uma
Bana - Benggaulu - Kantewu - Tobaku - Tolee' - Winatu - Zuidelijk Uma

## Umiray Dumaget Agta
Anglat Agta - Palaui-Eiland-Agta

## Unua
Bos-Unua

## Uripiv-Wala-Rano-Atchin
Atchin - Uripiv - Wala-Rano

## Uyghur
Centraal Uyghur - Hotaans - Lop
A · B · C · D · E · F · G · H · I · J · K · L · M · N · O · P · Q · R · S · T · U · V · W · Y · Z